# Hässeltorpssjön
Hässeltorpssjön är en sjö i Värnamo kommun i Småland och ingår i Lagans huvudavrinningsområde. Sjön har en area på 0,0643 kvadratkilometer och ligger 226,3 meter över havet.

## Delavrinningsområde
Hässeltorpssjön ingår i det delavrinningsområde (634068-140319) som SMHI kallar för Inloppet i Hindsen. Avrinningsområdets medelhöjd är 224 meter över havet och ytan är 7,92 kvadratkilometer. Det finns inga delavrinningsområden uppströms utan avrinningsområdet är högsta punkten. Lillån som avvattnar avrinningsområdet har biflödesordning 2, vilket innebär att vattnet flödar genom totalt 2 vattendrag innan det når havet efter 187 kilometer. Delavrinningsområdet består mestadels av skog (78 procent). Avrinningsområdet har 0,45 kvadratkilometer vattenytor vilket ger det en sjöprocent på 5,6 procent.